# Damaged (film)
Damaged è un film del 2024 diretto da Terry McDonough.

## Trama
A Chicago, il detective Dan Lawson vive tormentato dal dolore per la morte della moglie, avvenuta sei anni prima, e dall’alcolismo che ne è derivato. Quando una serie di delitti brutali sconvolge la Scozia, dove il corpo di una giovane donna viene smembrato e disposto in forma di croce rovesciata, Lawson viene inviato sul posto per supportare le indagini. Sul caso lavora l’ispettore Glen Boyd, ancora segnato dalla recente perdita del figlio, il cui lutto ha incrinato il rapporto con la moglie Marie. Lawson riconosce nel crimine lo stesso modus operandi di un serial killer sfuggito alla giustizia anni prima negli Stati Uniti e su cui proprio Lawson aveva indagato. Accanto a loro interviene Walker Bravo, ex collega di Lawson, ora ritiratosi dalle forze dell’ordine ma incuriosito dalla natura rituale e religiosa degli omicidi. Le indagini conducono a sospetti sempre più ambigui, tra cui Colin McGregor, ex membro di una setta, le cui provocazioni e l’alibi inattaccabile alimentano tensione e diffidenza. Boyd e Lawson, uniti da ferite personali e dalla necessità di fermare l’assassino, si addentrano in una caccia che li trascina in un crescendo di inquietudine e scoperte tanto disturbanti quanto stupefacenti.

## Distribuzione
Il film è stato distribuito limitatamente nelle sale cinematografiche statunitensi a partire dal 12 aprile 2024. In Italia è disponibile su Amazon Prime Video dal 19 luglio 2025.